# مشروع نيمبوس
مشروع نيمبوس ( (بالعبرية: פרויקט נימבוס‏) ) هو مشروع حوسبة سحابية للحكومة الإسرائيلية وجيشها. وأعلنت وزارة المالية الإسرائيلية في أبريل 2021، أن العقد يهدف إلى تزويد "الحكومة ومؤسسة الدفاع وغيرهما بحل سحابي شامل". وبموجب العقد، ستقوم الشركات بإنشاء مواقع سحابية محلية "تحتفظ بالمعلومات داخل حدود إسرائيل بموجب إرشادات أمنية صارمة".
يتألف مشروع Nimbus من أربع مراحل مخطط لها: الأولى هي شراء وبناء البنية التحتية السحابية، والثانية هي صياغة سياسة حكومية لنقل العمليات إلى السحابة، والثالثة نقل العمليات إلى السحابة، والرابع هو تنفيذ العمليات السحابية وتحسينها. وبموجب عقد بقيمة 1.2 مليار دولار، تم اختيار شركتي التكنولوجيا جوجل ( Google Cloud Platform ) وأمازون ( Amazon Web Services ) لتزويد الوكالات الحكومية الإسرائيلية بخدمات الحوسبة السحابية، بما في ذلك الذكاء الاصطناعي والتعلم الآلي.
وتمنع الشروط التي وضعتها إسرائيل للمشروع تعاقديا أمازون وجوجل من وقف الخدمات بسبب ضغوط المقاطعة. يُحظر أيضًا على شركات التكنولوجيا رفض الخدمة لأي جهة حكومية معينة.

## نقد
وقد أثار العقد توبيخًا وإدانة من مساهمي الشركات وموظفيها، بسبب مخاوف من أن المشروع سيؤدي إلى مزيد من الانتهاكات لحقوق الإنسان للفلسطينيين في سياق الاحتلال المستمر والصراع الإسرائيلي الفلسطيني. وعلى وجه التحديد، أعربوا عن قلقهم بشأن الكيفية التي ستمكن بها هذه التكنولوجيا من مزيد من المراقبة للفلسطينيين وجمع البيانات غير القانونية عنهم، فضلاً عن تسهيل توسيع المستوطنات الإسرائيلية غير القانونية على الأراضي الفلسطينية.
أرييل كورين، التي عملت كمديرة تسويق لمنتجات Google التعليمية وكانت معارضة صريحة للمشروع، أُعطيت إنذارًا بالانتقال إلى ساو باولو في غضون 17 يومًا أو فقدان وظيفتها. في رسالة تعلن فيها استقالتها إلى زملائها، كتبت كورين أن جوجل "تقوم بشكل منهجي بإسكات الأصوات الفلسطينية واليهودية والعربية والمسلمة المعنية بتواطؤ جوجل في انتهاكات حقوق الإنسان الفلسطينية - إلى درجة الانتقام رسميًا ضد العمال وخلق بيئة من الخوف". "، مما يعكس وجهة نظرها بأن الإنذار جاء انتقاما لمعارضتها للمشروع وتنظيمها ضده. وقد تقدمت بشكاوى انتقامية إلى قسم الموارد البشرية في جوجل والمجلس الوطني لعلاقات العمل (NLRB)، الذي رفض قضيتها بسبب نقص الأدلة. وجدت NLRB أيضًا أن الإنذار يسبق أنشطة كورين المحمية.
أطلقت منظمات مثل الصوت اليهودي من أجل السلام وMPower Change حملة بعنوان "No Tech For Apartheid" (#NoTechForApartheid) لمعارضة المشروع.